# Gut Scharfloh
Das Gut Scharfloh ist eine Wüstung in der Gemarkung der Gemeinde Südeichsfeld im Unstrut-Hainich-Kreis in Thüringen.

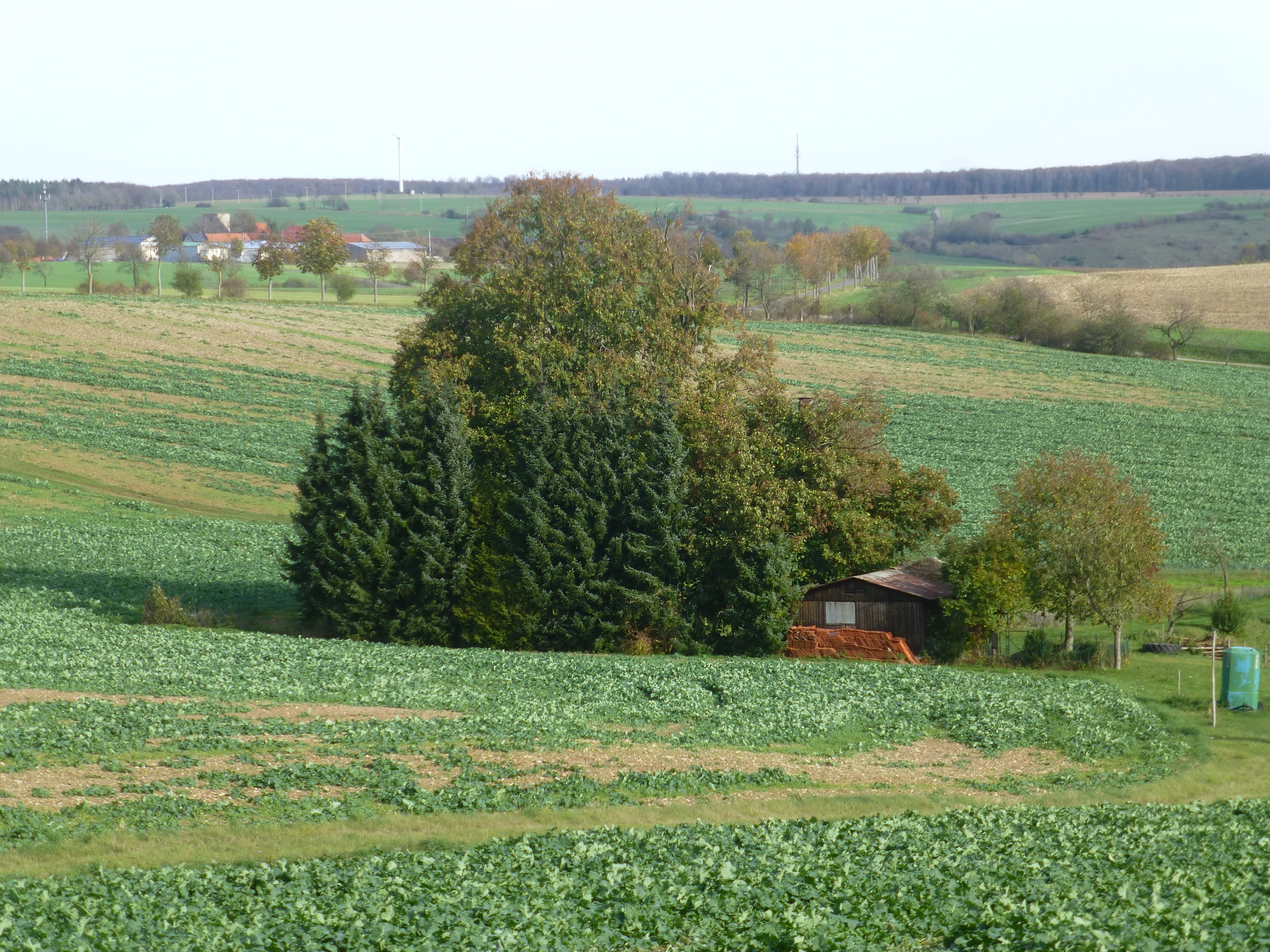
Standort des ehemaligen Gutes

## Lage
Die Wüstung befindet sich ungefähr 1,5 Kilometer nordwestlich von Wendehausen im Westen des Unstrut-Hainich-Kreises nahe der Landesgrenze zu Hessen. Weitere Nachbarorte sind Katharinenberg an der Bundesstraße 249 im Nordosten, Treffurt im Süden und  das hessische Wanfried im Westen. Der Ort liegt auf dem Muschelkalkplateau des Karnberges auf ungefähr 415 m Höhe. In unmittelbarer Nähe befindet sich auf dessen höchster Erhebung Auf der Delle (461 m) ein ehemaliger Grenzturm (Führungsstelle) der Grenztruppen der DDR.

## Geschichte

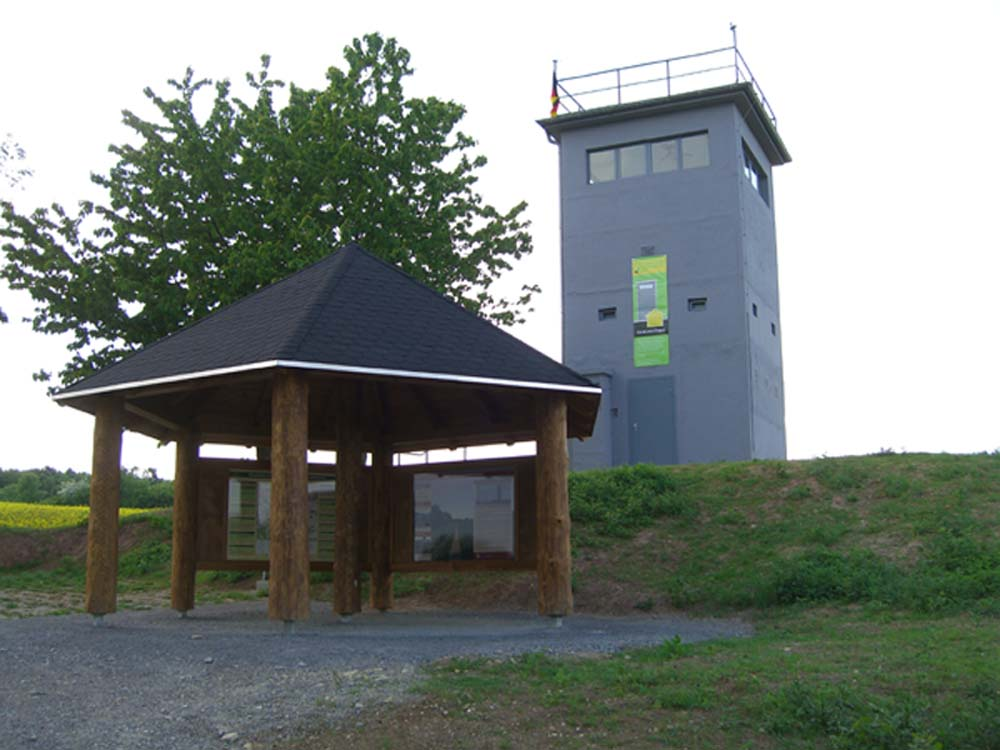
Mahnmal Grenzturm Katharinenberg, ehem. Grenzturm an der innerdeutschen Grenze westlich der Wüstung Scharfloh

Der Ort Scharfloh wurde 1276 erstmals schriftlich erwähnt. Das Gebiet von Scharfloh und Wendehausen gehörten ursprünglich den Herren von Treffurt. Nach Errichtung der Ganerbschaft Treffurt 1336 wurde beide Orte zwar durch Kurmainzische Beamte verwaltet, gehörten aber nicht zum nördlich angrenzenden Amt Bischofstein im Eichsfeld. Alte Grenzsteine erinnern noch heute an diese Historie. 1407 belehnt das Stift Großburschla einen Eckard Steinhaus mit dem Spitelgut Scharfloh und mit drei Teilen von Siebolderode. 1536 verkauft Kaspar von Harstall seinen Anteil am Spitelgut und an der Wüstung Sibolderode. Das Gut diente wohl der wirtschaftliche Grundlage für das Klosterspital in Großburschla.  
Im Laufe der Jahrhunderte gab es immer wieder wechselnde Besitzer, ab 1536 gehörte es den Schmalstiegs, 1564 denen von Hagen, 1572 von Trott und ab 1733 dem Forstmeister Knabe. Die Familie Montag kaufte 1856 das Gut und behielt es bis zum Abriss. Ab 1805 gehörte der Ort zum Königreich Preußen, von 1807 bis 1813 zwischenzeitlich zum Königreich Westphalen und ab 1945 zum Land Thüringen. Nach 1952 lag das Gut im innerdeutschen Sperrgebiet. 1960 wurden die Ländereien der LPG unterstellt. Wegen der Nähe zur Innerdeutschen Grenze musste die Familie 1972 den Hof verlassen und alle Gebäude selber abreißen. Auf der höchsten Stelle der Landschaft wurde ein Beobachtungs- und Führungsturm der Grenztruppen errichtet, von dem man die Grenzanlagen im weiten Umfeld beobachten konnte. Heute dient der Turm als Museum der Erinnerung an die Teilung Deutschlands.  

## Heutiger Zustand
Zur Wüstung führen noch einige ehemalige Zufahrtswege und heutige Wanderwege aus den umliegenden Ortschaften. An der ehemaligen Hofstelle gibt es noch zwei alte Linden des Gutes, einen neu errichteten Schuppen und einen Gedenkstein.